# Subsidence (meteorologie)
Subsidence v meteorologii označuje pomalé sestupné (sesedavé) pohyby velkých objemů vzduchu o rychlostech řádově 0,01 m/s. Jsou vázány především na oblasti vyššího tlaku (anticyklóny, hřebeny). Působí oteplování sesedajících vzduchových vrstev, které se projevuje rozpouštěním oblačnosti, někdy vznikem výškových teplotních inverzí (tzv. subsidenčních).